# De Rode Keizer
De Rode Keizer is het 18de stripverhaal van Nero. De eerste negen klassieke avonturen verschenen onder de titel De avonturen van detective Van Zwam. Dit album verscheen onder de definitieve titel De avonturen van Nero & Co die tot het laatste album gebruikt zal worden. De reeks wordt getekend door striptekenaar Marc Sleen. Het Volk publiceerde voorpublicaties tussen 8 juli 1953 en 18 november 1953.

## Hoofdrollen
- Nero
- Madam Pheip
- Petoetje
- Petatje
- Detective Van Zwam
- Professor Rosenbaum
- Keizer Nero
- Poppaea Sabina
- Marcus Superbus

## Plot
Een steenrijke Nero besluit een miljoen frank te geven aan de uitvinder "die een uitvinding doet die de moeite is om uitgevonden te worden." Na verschillende mensen de deur te hebben gewezen wordt Nero uitgenodigd door de Russische professor Vl. R.R. Rosenbaum die beweert de uitvinding van de eeuw te hebben gedaan. Petatje, die hem toevallig ziet buitengaan, ontdekt via een affiche dat de professor een ontsnapte geesteszieke is en besluit Madam Pheip te waarschuwen. Nero gaat naar Rosenbaums laboratorium waar de man beweert een tijdmachine te hebben uitgevonden in de vorm van een straalvliegtuig. Hij dwingt Nero als proefpersoon de tijdreis te maken en schakelt hem bewusteloos door een zak steengruis op zijn hoofd te laten vallen. De professor legt Nero in het straalvliegtuig en laat hem naar Rome in het jaar 65 na Christus vliegen. Madam Pheip, Detective Van Zwam, Petoetje en Petatje vallen net op tijd binnen met enkele politieagenten om Rosenbaum in te rekenen, maar doordat Petoetje, Petatje en Madam Pheip in het vliegtuig kruipen om Nero eruit te halen en Petoetje op het startknopje drukt vliegt de tijdstraaljager toch weg. Van Zwam, die achtergebleven is, besluit op Nero, Petoetje, Petatje en Madam Pheip te wachten.
Nero en co komen aan in het Oude Rome, anno 65 na Christus. Nero ziet er een groot standbeeld van Keizer Nero en denkt dat het hem voorstelt. Vol bewondering blijft hij kijken, terwijl Madam Pheip, Petoetje en Petatje verder de omgeving verkennen en gevangengenomen worden door Romeinse soldaten. 's Anderendaags worden ze voor Keizer Nero gebracht, maar Madam Pheip denkt dat ze Nero voor zich heeft en vraagt hem "waarom hij onnozel staat te doen in die tabbaard?" Keizer Nero wordt meteen razend en laat haar voor de leeuwen gooien. Petoetje wordt zijn persoonlijke slaaf en Petatje een slavin van Nero's echtgenote Poppaea Sabina. Nero is inmiddels op zoek gegaan naar Madam Pheip en de kinderen en ziet door een raamopening een man, Marcus Superbus, aanstalten maken om zelfmoord te plegen omdat hij in slaap gevallen was terwijl Keizer Nero een lied zong. Nero houdt hem tegen en Marcus denkt dat hij de echte keizer voor zich heeft. Nero blijft eten en trekt, nadat Marcus' vrouw per ongeluk de sauskom over zijn kleren gooide, een toga aan. Nu lijkt Nero sprekend op Keizer Nero. Via een Romeinse burger, Magni, verneemt Nero dat Madam Pheip in de leeuwenkuil ligt. Madam Pheip blijkt nog te leven doordat ze wat Franse woorden riep tegen de leeuwen die hierdoor vanzelf ineenkrompen van de schrik. Nero en Magni halen haar weer op, maar Madam Pheip verwart Nero met Keizer Nero en loopt kwaad weg. Weer in het paleis laat Keizer Nero haar oppakken, evenals Petoetje die zich tegen haar arrestatie verzet. De keizer beveelt Madam Pheip levend te laten begraven en Petoetje in de arena te laten vechten als gladiator. Dan wandelt Nero het paleis binnen waarop een groot gevecht ontstaat over wie van hen de echte Nero is? Nero wordt door een soldaat buiten westen geslagen en samen met Petoetje veroordeeld tot dood in de arena. Madam Pheip vlucht in de verwarring weg en verschuilt zich door te doen alsof ze een standbeeld is. Petatje, die de sleep van Poppaea moet dragen, herkent Madam Pheip terwijl ze stokstijf stilstaat. Poppaea wil hen arresteren, maar ze weten te ontvluchten. Samen besluiten ze de gladiator Brutus om te kopen, gezien hij in de arena tegen Petoetje zal vechten. Zonder hun medeweten koopt een journalist Brutus echter opnieuw om, waardoor hij Petoetje toch niet zal sparen.
Madam Pheip gaat hierop haar pijp zoeken. Ze vindt haar het ding terug, maar krijgt twee Romeinse soldaten achter haar aan. Ze slaat er één buiten westen en trekt zijn uniform aan. Petatje zit inmiddels al op de tribune van de arena. Nero wordt als eerste in de arena gelaten en moet tegen een wilde olifant vechten. Het dier smijt hem echter naar de ereplaats waar Keizer Nero zit, waardoor de soldaten per ongeluk de echte keizer in de arena gooien. Na een dolle achtervolging smijt het dier hem terug en wordt Nero weer in de arena geworpen. Hij weet de olifant te verslaan door hem onder zijn oksels te kietelen, waarop het dier al lachend de arena wordt uitgesleept. Keizer Nero stuurt een speerwerper op Nero af, maar Nero klimt op de in de muur gespijkerde speren en ontsnapt zo uit de arena door zich in een strijdwagen te vallen. Vervolgens wordt Petoetje de arena ingeduwd en haast door Brutus de gladiator vermoord. Petatje schiet echter met een katapult keitjes af op Brutus en Madam Pheip komt vermomd als legionair de arena binnen. Zij en Petoetje verslaan Brutus via een list en rennen naar de uitgang. Daar komt er plots een beer op hen af die echter meer interesse heeft in de bewusteloze Brutus. Petoetje heeft medelijden met Brutus en valt de beer aan. Brutus komt weer bij zijn positieven en uit dank verslaat en stroopt hij de beer. Keizer Nero beveelt hem echter Madam Pheip en Petoetje te doden. Brutus wil zijn beroep behouden en fluistert hen in te doen alsof. Alles gaat volgens plan, maar dan worden ze levend in een kist begraven. Als Nero via Petatje het droeve nieuws over Petoetje en Madam Pheip verneemt is hij woedend en verdrietig. Hij besluit met haar in vermomming de stad te verlaten om hen te gaan zoeken. De echte Keizer Nero wil ondertussen dat Nero opgepakt wordt en laat de stadspoorten sluiten zodat niemand meer uit Rome kan ontsnappen. Tevens besluit hij Rome in brand te steken. Een van zijn centurions denkt echter Nero voor zich te hebben en onthoofdt per ongeluk de keizer. Als de centurions hun flater ontdekken en de dubbelganger (Nero) opgepakt is, overhalen ze hem voortaan de rol van keizer over te nemen. Petatje loopt echter verdrietig weg van Nero omdat hij niet naar Madam Pheip en Petoetje wil zoeken, gezien ze volgens hem dood zijn. Toch blijken ze nog in leven omdat Marcus Superbus hen samen met zijn vrouw bevrijd heeft. Nero benoemt Marcus hierop tot eerste minister. Op aandrang van Madam Pheip besluit Nero een zoekactie naar Petatje op touw te zetten. Na vruchteloze resultaten besluiten Madam Pheip en Petoetje tevergeefs zelf op zoek te gaan. Nero overleeft een moordaanslag door Magni en laat ook Poppaea opsluiten nadat ze Madam Pheip en Petoetje bedreigt.
Petatje heeft inmiddels ontdekt dat Madam Pheip en Petoetje niet meer in hun grafkuilen liggen en sluit vriendschap met een leeuw nadat ze een doorn uit zijn poot heeft gehaald. Nero's populariteit bij het volk verdwijnt inmiddels doordat hij de Brood en Spelen-gladiatorengevechten afschaft en vervangt door een Zesdaagse. Magni en Poppaea ontsnappen uit de gevangenis en dringen Nero's paleis binnen. Magni begint te vechten tegen Nero en Petoetje, maar ze weten hem uiteindelijk het raam uit te gooien waar hij buiten een opstand tegen Nero begint te leiden. Madam Pheip en Poppaea ruziën, maar raken uiteindelijk aan de praat over schoonmaaktips en worden beste vriendinnen. Magni hitst de menigte tegen Nero en Madam Pheip op, maar wanneer Petatje op haar leeuw de stad binnenrijdt rent iedereen in paniek weg. Nero en co vluchten weg naar het straalvliegtuig, maar Poppaea is razend omdat Nero haar in het paleis ondersteboven in een vaas had gestopt. Ze snelt hen achterna te paard en schiet pijlen op hen af die de leeuw doden, maar ook Madam Pheip in de rug raken. Poppaea krijgt berouw en verzorgt haar waardoor Madam Pheip in leven blijft. Petoetje en Petatje brengen de vliegtuigmotor weer aan de praat, maar de vrouwen blijven maar babbelen. Nero vertrekt uiteindelijk alleen met Petoetje en Petatje, maar bindt voor het vertrek een koord rond Madam Pheips middel zodat ze toch nog aan boord kan worden gehesen. Ze keren veilig terug naar hun eigen tijdperk, maar worden door een agent opgepakt omdat ze zogezegd in carnavalskledij over straat lopen. Detective Van Zwam weet hen echter van arrestatie te redden. Nero en co besluiten Professor Rosenbaum uit het gekkenhuis te halen omdat zijn uitvinding echt werkt. De agent die Nero en co probeerde te arresteren stapt in het tijdstraalvliegtuig, vliegt per ongeluk weg en stort na een tijdreis neer in Rosenbaums woning waar hij samen met Nero en co de uitvinding viert. De agent blijkt naar de tijd van Napoleon te zijn gevlogen, waar hij slechts op het nippertje aan de keizerlijke legers kon ontsnappen. Professor Rosenbaum biedt de agent een glas Oost-Indische inkt aan, wat de agent meteen weer uitspuwt. Vervolgens snelt hij razend de professor achterna, tot hilariteit van Nero en co.

### Albumuitgave
Ongeveer twee maanden na het einde van de voorpublicatie in Het Volk verschijnt het verhaal in album in januari 1954. In 1982 brengt uitgeverij Het Volk een herdruk op de markt waarvoor Marc Sleen een nieuwe cover tekende. De herdrukken van Het Volk verschenen in een totaal willekeurige volgorde. Zo draagt dit verhaal pas het nummer 52.

## Achtergronden bij het verhaal
- Dit is een uniek album in de reeks. Voor de eerste en enige keer reizen Nero en co terug in de tijd met een tijdmachine, meer bepaald naar het Romeinse Rijk. In Suske en Wiske gebeurden tijdreizen geregeld, maar in Nero bleef het bij deze ene keer. Wel kwam Nero nog drie keer terecht in een land dat zich nog in de middeleeuwen bevond (De Groene Patreel (1964), Prinses Lovely en De Mosterd van Abraham (beide uit 1973)), maar in het eerste album bleek het een hallucinatie te zijn en in de overige twee albums eerder een hedendaags land waar men nog steeds in de middeleeuwen leeft.
- Volgens de butler in strook 4 dreigen de uitvinders met een "Berlijnse Opstand" In 1953 verzetten de Oost-Berlijners zich tegen het communistische bewind in de DDR
- Nero beweert in strook 5 dat er "al een Francquiprijs, een Nobelprijs zijn" en pleit voor een Neroprijs.
- De uitvinder van de nylonvleugels waarmee je kan vliegen beweert: "Icarus moest me zien! Zijn ogen zouden vonken schieten van jaloersheid."
- De man die in strook 14 zeep uitvindt die de zwarte huid blank maakt en "rassenhaat zal uitroeien" wordt door Nero de deur gewezen. In  "Het Bobobeeldje" (1965) vindt Adhemar exact dezelfde soort zeep uit.
- Nero beweert in strook 19 dat "de eerste mens een Rus was: hij had geen eten en geen kleren aan zijn lijf en dacht dat hij in het paradijs leefde!"
- Als Rosenbaum Nero in strook 23 zijn uitvinding toont zegt Nero hem: "Zeg stukske Rus, met wiens voeten speelt ge? Ge zit hier niet in Pan-Moendjon, weet ge?!" Panmunjeom was een strategische locatie tijdens de Koreaanse Oorlog.
- Nero nodigt Rosenbaum in strook 26 sarcastisch uit om met zijn tijdmachine zelf naar Katharina van Rusland in 1763 te vliegen.
- Keizer Nero zingt in strook 47 "'O sole mio", in feite een 19de-eeuws Italiaans volkslied.
- De Italiaanse wielrenner Fiorenzo Magni heeft een cameo in dit verhaal. Hij is een Romeins burger ten tijde van keizer Nero. Wanneer Nero hem tegen het lijf loopt meent hij de wielrenner voor zich te hebben.
- Madam Pheip verdrijft in strook 62 de leeuwen door enkele woorden Frans te roepen, want "ik ben immers gewoon met Vlaamse Leeuwen om te gaan."
- Nero vraagt Magni Madam Pheip uit de leeuwenkuil te halen "met aaneengebonden reservebanden gelijk in de Toer de Zwans". Een verwijzing naar de Nederlandse wielrenner Wim van Est die in 1951 tijdens de Tour de France in een ravijn viel en op dezelfde manier weer naar boven werd gehaald.
- In strook 82 staat in de begeleidende tekst een foutje: Petatje wordt er met Petoetje verward.
- De verslaggever in strook 86 werkt voor de La Gazetta dello Sport, een Italiaanse sportkrant die in het Oude Rome natuurlijk nog niet bestond.
- De Grote brand van Rome vond plaats in 64 na Christus, niet 65 na Christus. De echte Keizer Nero werd niet vermoord zoals in het verhaal, maar pleegde zelfmoord in 68 na Christus.
- In strook 168 haalt Petatje een doorn uit de poot van een leeuw. Een verwijzing naar de fabel van De Leeuw en de Muis door Aesopus, alsook de legende van Androcles.
- Nero wordt in strook 174 op het balkon geroepen door het volk. Hij zegt: "Ja, de Italianen zijn altijd heethoofden geweest, die in vuur en vlam schieten bij 't horen van hun leider. Herinner u Mussolini!" Hij trekt hierbij ook Mussolini's karakteristieke gezicht.
- De Romeinse legionair leest in strook 180 Vergilius.
- In strook 187 zegt Petoetje: "Zo leerden de ketters, maar zij doolden." Een uitspraak die nog geregeld zou terugkeren in de reeks.
- Petatje noemt de leeuw in strook 93: "Julius Caesar".
- Nero verwijst in strook 205 naar de repressie na de Tweede Wereldoorlog: "Moest ik niet zoveel lessen getrokken hebben uit de laatste 16 wereldoorlogen, 'k zou het kwaad met het kwaad vergoeden en u doden met hetzelfde wapen... Maar ik ben een beschaafd mens, ik!"
- In strook 221-224 kruipt weer een continuïteitsfout. Professor Rosenbaum wordt ineens "Professor Romarofski" genoemd.